# 伊茲基
48°39′5″N 23°21′58″E / 48.65139°N 23.36611°E
伊茲基（烏克蘭語：Ізки）是位於烏克蘭西部外喀爾巴阡州裏胡斯特區的村莊，處於里平卡河畔，海拔高度541米，2001年該城鎮人口811。